# خبدا
خبدا (روسی: Хебда) یک منطقهٔ مسکونی در روسیه است که در داغستان واقع شده‌است.